# Gouania trichodonta
Gouania trichodonta är en brakvedsväxtart som beskrevs av Reiss.. Gouania trichodonta ingår i släktet Gouania och familjen brakvedsväxter. Inga underarter finns listade i Catalogue of Life.